# Blaveta de la farigola
La blaveta de la farigola (Pseudophilotes panoptes) és una espècie de lepidòpter papilionoïdeu de la família dels licènids (Lycaenidae) endèmica de la península Ibèrica.

## Distribució i hàbitat
Tota Portugal i l'estat espanyol (absent en algunes regions septentrionals de la península i a Balears). Pròpia de regions amb clima mediterrani o amb forta influència d'aquest clima.

## Descripció
Envergadura alar de 18 a 24 mm, cosa que el converteix en un dels ropalòcers més petits d'Europa. Anvers blavós amb tonalitats negres a mesura que ens apropem als marges. Revers gris marró amb punts negres (incloent un a la cel·la de les ales anteriors), absència de punts taronges. Fímbries ratllades. Eruga verda amb taques obliqües més clares i tres línies longitudinals rosades.

## Hàbitat
Habita en zones obertes i seques, estepes mediterrànies o zones d'herba baixa pedregoses on creixi la planta nutrícia de l'eruga, principalment Thymus mastichina, T. villosus, T. zygis, farigola (T. vulgaris) i sajolida (Satureja montana). Als hàbitats adients rics en farigola, acostuma a ser comuna.

## Període de vol
Generalment vola en una generació a l'any a principis de primavera, encara que en algunes localitats s'ha registrat una segona generació parcial. Hiberna com a pupa.

## Costums
La posta se'n realitza sobre les fulles o les flors de la planta nutrícia.